# Voïvodie de Czernihów
1635–1667
Entités précédentes :
- Tsarat de Russie

Entités suivantes :
- Tsarat de Russie

La voïvodie de Czernihów (aujourd'hui Tchernihiv, en Ukraine) — (en polonais Województwo czernihowskie, en latin Palatinatus Czernihoviensis, en ukrainien Чернігівське воєводство) était une division administrative du royaume de Pologne (lui-même partie de la république des Deux Nations), qui exista de 1635 jusqu'au soulèvement de Khmelnytsky en 1648 (techniquement jusqu'en 1667). La voïvodie de Czernihów a cependant continué à être mentionnée parmi la titulature officielle de la République jusqu'aux Partages de 1772/1795. En 1635, Marcin Kalinowski était le premier voïvode (gouverneur) de la voïvodie de Czernihów.
La voïvodie faisait partie de la province de Petite-Pologne de la couronne polonaise et était divisée en deux comtés : Czernihów et Nowogród-Siewierski. Des sejmiks locaux ont été tenus à Czernihow, et la voïvodie envoyait deux sénateurs au Sénat polono-lituanien. Avec la voïvodie de Kiev et la voïvodie de Bracław, elle forme le cœur des voïvodies ukrainiennes de la République.
La période d'existence de la voïvodie de Czernihów, ainsi que de celle de Smolensk, correspond à la plus vaste extension territoriale de la république des Deux Nations.

## Histoire
L'histoire de la voïvodie de Czernihów remonte à 1618, lorsqu'après la trêve de Déoulino, la République prit le contrôle des villes de Smolensk, Tchernihiv (Czernihów) et Nowogrod Siewierski. Comme la trêve devait expirer après 14,5 ans, les nouvelles acquisitions n'ont pas été organisées de manière officielle. Smolensk a été annexée par le grand-duché de Lituanie, tandis que les régions de Czernihów et Nowogrod Siewierski sont devenues une partie de la couronne du royaume de Pologne connue sous le nom de Duché de Sévérie,. En 1633, pendant la guerre de Smolensk, le Parlement polonais (le Sejm) a présenté un projet de loi en vertu duquel un tribunal foncier et un bureau de staroste ont été établis à Czernihów. En 1635, à la suite du traité de Polanów (1634) confirmant que Czernihów restait aux mains de la Pologne, le Sejm créa la Voïvodie proprement dite, la dotant de deux sénateurs — le voïvode et le châtelain de Czernihów. Les deux comtés ont élu deux députés au Sejm et un député au Tribunal de la Petite-Pologne à Lublin. En 1637, la construction d'une forteresse à Konotop a commencé, dont le but était de protéger la province nouvellement acquise. La forteresse a été achevée en 1642.
Le Commonwealth a perdu le contrôle de la province dès 1648, lors du soulèvement de Khmelnytsky. Dans le traité de Hadiach (1658), le duché de Ruthénie a été créé à partir de la voïvodie de Czernihów, de la voïvodie de Kiev et de la voïvodie de Bracław. L'idée fut cependant rapidement abandonnée, et, après la trêve d'Androussovo (1667), la voïvodie de Czernihów fut définitivement annexée par le tsarat de Russie.
L'histoire de la voïvodie de Czernihów ne s'arrête cependant pas en 1667. À l'instar de ce qui se faisait pour d'autres provinces perdues par la République au milieu du XVIIe siècle (par exemple la voïvodie de Smolensk), le gouvernement de Varsovie a continué de la revendiquer comme une voïvodie titulaire, avec des titres fictifs de voïvode, de sénateurs, de députés et de starostes nommés par le roi, l'usage en restant jusqu'aux partages de la Pologne. La noblesse de l'ancienne voïvodie de Czernihów tenait ses sejmiks à Wlodzimierz Wolynski. Le dernier voïvode de Czernihów était un homme du nom de Ludwik Wilga, nommé en 1783. En 1785, Stanisław August Poniatowski a encore donné le titre fictif de staroste de Nowogrod Siewierski à Tadeusz Czacki.